# وسولد استاروسلسکی
وسولد دیمیتریویچ استاروسلسکی (به روسی: Все́волод Дми́триевич Старосе́льский) (زادهٔ ۷ مارس ۱۸۷۵ - درگذشتهٔ ۲۹ ژوئن ۱۹۳۵)، فرمانده بریگاد قزاق بود که مدتی پیش از کودتای سوم اسفند، به فرمان احمدشاه و طبق نقشه وزیر مختار انگلستان از خدمت منفصل شد.
او اندکی پس از انقلاب روسیه تحت فرمان دولت موقت انقلابی و زیر نظر افسر مافوقش کلرژه به ایران آمد و ابتدا معاون کلرژه بود. با برکناری کلرژه او به مقام فرماندهی (در آن زمان) دیویزیون قزاق نایل شد.
بزرگترین شکست او، فرار از برابر قوای میرزا کوچک جنگلی و عقب نشینی از صحنه نبرد (رشت) تا حومه قزوین (روستای آقابابا) بود. او که در اولین حمله به قوای میرزا، او را شکست سختی داده بود و از طرف احمدشاه به دریافت یک گردنبند مروارید و نشان و حمایل آبی مفتخر شده بود، بدون آنکه نبردی صورت پذیرد اقدام به عقب‌نشینی کرد.  گروهی معتقدند که این شکست در نتیجه تبانی با قوای جنگل و نیروهای شوروی مستقر در رشت و انزلی، بوده‌است.
پس از این عقب نشینی، لرد کرزن او را خائن و نالایق خواند. انگلستان به دولت مشیرالدوله فشار زیادی برای انفصال وی وارد ساخت، ولی مشیرالدوله تسلیم نشد و در نهایت بدون عزل وی استعفا کرد. صدر اعظم بعدی یعنی سپهدار اعظم در اولین اقدام، او را عزل نمود. به‌جای او سردار همایون که مردی غیر فعال بود به ریاست بریگاد قزاق منصوب گردید و زمینه برای کودتای سوم اسفند فراهم شد.

## مهاجرت به آمریکا و مرگ
استاروسلسکی در ۱۹۲۴ میلادی به آمریکا مهاجرت می کند و مزرعه‌ای را در منطقه ی ریورساید، کالیفرنیا می خرد. یازده سال بعد، در ۲۹ ژوئن ۱۹۳۵ در سن ۶۰ سالگی، بعلت سکته در می گذرد  و در گورستان هالیوود بخاک سپرده می شود. استاروسلسکی صاحب سکه‌های زیادی از گرجستان و دیگر کشور‌های شرقی بود که پس از مرگش دراختیار انجمن سکه‌شناسی آمریکا قرار گرفت. 